# Asparuchovo (distrikt i Bulgarien, Varna)
Asparuchovo (bulgariska: Аспарухово) är ett distrikt i Bulgarien.   Det ligger i kommunen Obsjtina Dălgopol och regionen Oblast Varna, i den östra delen av landet, 300 kilometer öster om huvudstaden Sofia.
Trakten runt Asparuchovo består till största delen av jordbruksmark. Runt Asparuchovo är det ganska glesbefolkat, med 47 invånare per kvadratkilometer.